# 太子廟 (地名)
太子廟，是臺灣臺南市仁德區的一個傳統地域名稱，位於該區最北端。相較於今日行政區，其範圍大致包括太子里、土庫里。
本地區境內主要聚落為太子廟、鹽地仔、六甲仔、塗庫、土井仔、六甲店，設有長興國小。

## 歷史
台灣日治初期，太子廟地區為一街庄，稱為「太子廟庄」（舊制街庄），隸屬於長興下里。該庄昔日北與大灣庄為鄰，東與媽祖廟庄、八甲庄為鄰，南邊為一甲庄，西邊為虎尾藔庄。
1901年（日治明治三十四年）11月11日，全台廢縣廳改設二十廳，該庄隸屬於臺南廳。1904年（明治三十七年）3月31日，該庄編入「長興區」，隸屬於臺南廳。1909年（明治四十二年）10月25日，全台合併二十廳為十二廳，長興區仍隸屬於臺南廳。1920年（大正九年）10月1日，全台地方制度大改正，廢十二廳改設五州二廳，該庄改制為「太子廟」大字，隸屬於臺南州新豐郡仁德庄（新制街庄）。
戰後仁德庄改制為仁德鄉，隸屬於臺南縣，大字亦改制為村。1950年（民國39年）10月25日，雲、嘉、南分治，仁德鄉仍隸屬於臺南縣。2010年（民國99年）12月25日，臺南縣、市合併為直轄臺南市，仁德鄉改制為仁德區，村亦改制為里。

## 聚落
本地區發展較早的聚落為太子廟、鹽地仔、六甲仔、塗庫、土井仔、六甲店，在日治初期的官方地圖上已有記載。

## 交通
國道1號又稱「中山高速公路」，是貫穿台灣西部的兩條縱向高速公路之一，經過本地區西部邊界地帶。最近的交流道在北側為市道180號交會處的大灣交流道（南出北入）；在南側為市道182號交會處的台南交流道。由此等可快速前往國道1號沿線各地。
市道177號是蔦松至二行的道路，經過本地區的太子廟聚落西側及塗庫聚落西郊。由該道路北行可前往永康區，並止於蔦松地區的省道台1線路口；南行可前往仁德區仁德市區、仁德區南部，並止於車路墘地區的省道台1線路口。
區道南148線是太子廟至下湖的道路，其西側端點（起點）位於本地區西北角的國道1號平面側車道（高速二街、裕義路）路口，由此向東會經過本地區的太子廟聚落、六甲仔聚落北側、土井仔聚落北側、六甲仔聚落南側。

## 學校
- 長興國小

## 公務機關
- 臺南市政府警察局歸仁分局太廟派出所

## 廟宇
- 明直宮：主祀中壇元帥，民間稱「太子爺」、「三太子」，為地名來源